# 鼓瀧站

月台

鼓瀧站（日语：／ Tsuzumigataki eki */?）是位於兵庫縣川西市鼓瀧，屬於能勢電鐵的妙見線車站，車站編號為NS05。

## 歷史
在妙見線雙線鐵路前，此站至多田站附近的路段是使用舊國道173號的共用軌道。此站也使用國道部分位置。妙見線受到軌道法上的限制。隨著鐵路雙線化，妙見線的走線進行改善，車站遷移至現地，同時國道173號也遷移，妙見線由一條受軌道法管理的鐵路線改為受地方鐵道法管理的鐵路線。
此站在1990年代前的站名寫法為。後來車站內的漢字標記也是使用舊字，最後於2006年（平成18年）更新站名牌上的漢字。
- 1913年（大正2年）4月13日 - 皷瀧駅啟用[1][3]。
- 1965年（昭和40年）4月1日 - 車站改名為皷瀧站[1][3]。
- 1966年（昭和41年）12月5日 - 月台延長至3卡編成[4]。
- 1969年（昭和44年）
  - 5月25日 - 車站遷移至現地[1][4]。
  - 10月5日 - 隨著鐵路雙線化，車站也進行擴張[4]（在此日前，此站只有1面1線的月台）。
- 1980年（昭和55年）4月16日 - 站內的行人隧道落成[5]。
- 2006年（平成18年）3月27日 - 車站改名為鼓瀧站[1]。
- 2010年（平成22年）11月20日 - 下行月台設置新閘口[1]，上行月台的舊閘口封閉[6]。
- 2011年（平成23年）2月18日 - 上行月台新設新閘口[1]。同時此站的無障礙化工程竣工[1][6]。

## 車站構造

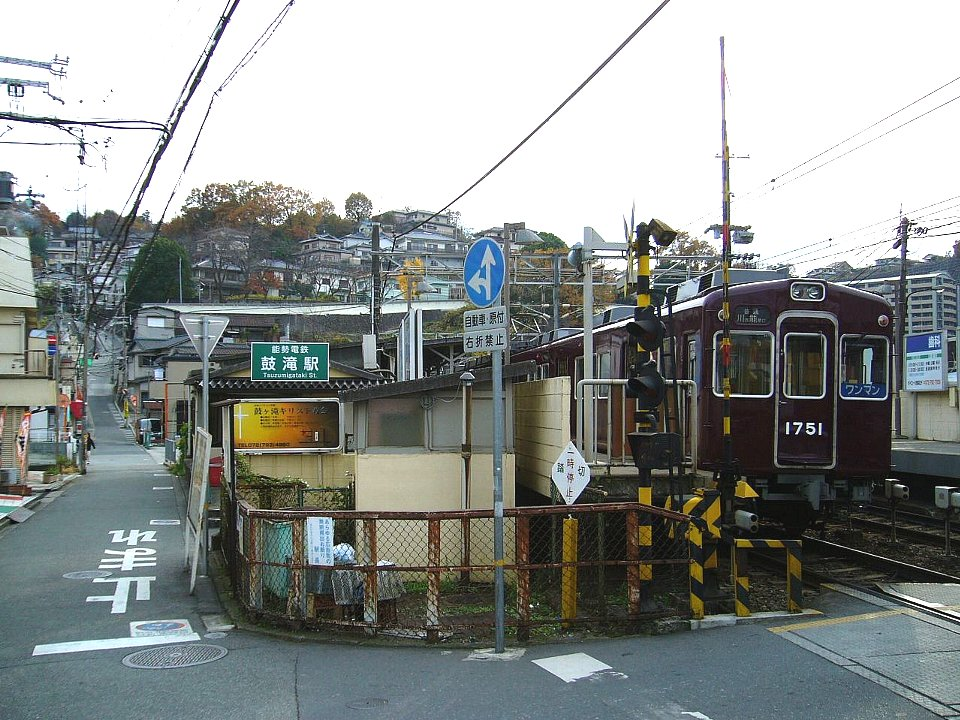
車站大樓翻新前

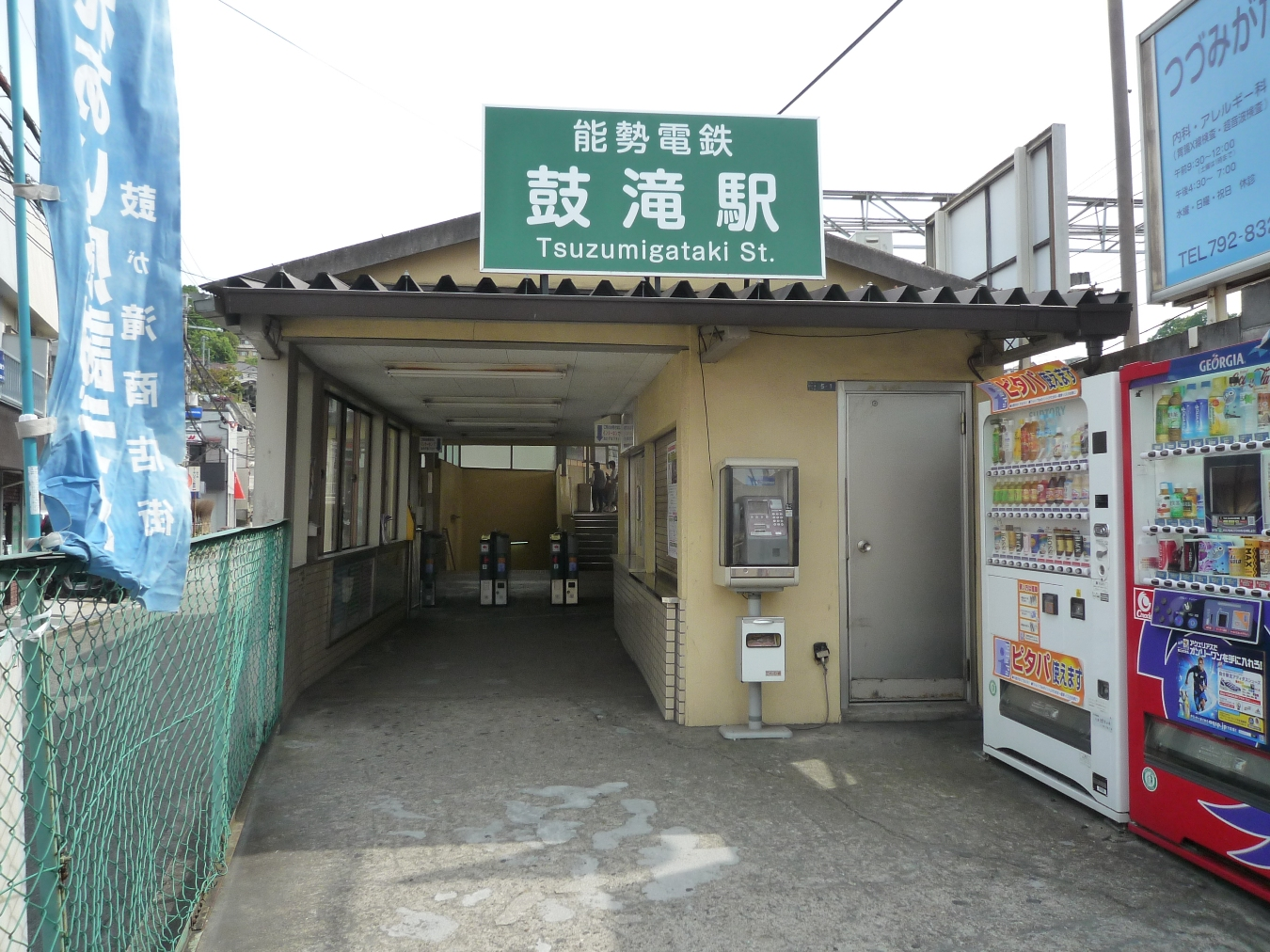
舊車站大樓

車站是一座地面車站，設有2面2線的相對式月台。此站是無人車站。
月台靠近川西能勢口站一方鄰接鼓瀧隧道。閘口位於川西能勢口方向月台側，兩月台之間設有行人隧道連接。月台原本可容納6卡車廂，隨著設置斜道，月台被縮短。而停靠此站的月台只有4卡編成的列車。

### 月台
| 月台     | 路線   | 方向                       |
| -------- | ------ | -------------------------- |
| （西邊） | 妙見線 | 山下、妙見口、日生中央方向 |
| （東邊） | 妙見線 | 川西能勢口、寶塚、梅田方向 |

※此站沒有編定月台編號

## 車站周邊
曾經此站有一個高30米的瀑布，由於瀑布的水聲聽起來像鼓聲，因此車站附近名為「鼓瀧」（參見西行鼓瀧）。
- AEON Town（日语：イオンタウン）川西
  - AEON Food Style（日语：ダイエー）
  - 上新電機
  - Welcia藥局
- 7-11川西鼓瀧駅前店
- 鶴屋高爾夫川西店

## 相鄰車站
能勢電鐵
 妙見線
■特急「日生特快」
通過
■普通
鶯之森（NS04）－鼓瀧（NS05）－多田（NS06）

## 注腳
1. 1 2 3 4 5 6 7 8 9 10 11 12 13 14 15  . 神戸新聞総合出版センター. 2012-12-10: 145. ISBN 9784343006745 （日语）.
2. ↑  川西市 統計要覧 令和元年度版 5－4. 能勢電鉄市内各駅の1日の乗降客数 （页面存档备份，存于）（日語）
3. 1 2  曾根悟（監修）. 朝日新聞出版分冊百科編集部（編集） , 编. . 週刊朝日百科. 14号 神戸電鉄・能勢電鉄・北条鉄道・北近畿タンゴ鉄道. 朝日新聞出版. 2011-06-19: 16 （日语）.
4. 1 2 3  能勢電氣軌道株式會社編　《風雪60年》 ，1970年，139頁。
5. ↑  能勢電鐵株式會社編　《能勢電鉄80年史》，1991年，370頁。
6. 1 2  鼓滝駅バリアフリー化工事が完成(pdf) （页面存档备份，存于）（日語）
7. ↑  能勢電鉄株式會社、鐵道事業部編　《のせでん 昔ギャラリー》，2009年，7頁。

## 外部連結
- 鼓瀧站 （能勢電鐵） （页面存档备份，存于）（日語）